# Wuilito Fernandes
Wuilito Paulo Tavares Fernandes, noto anche come Totti (Praia, 23 marzo 1990), è un ex calciatore capoverdiano, di ruolo centrocampista.

## Caratteristiche tecniche
È una seconda punta.

## Carriera

### Club
Ha giocato sempre per club statunitensi.

### Nazionale
Ha esordito con la nazionale capoverdiana il 1º settembre 2017 in occasione del match di qualificazione ai Mondiali 2018 vinto 2-1 contro il Sudafrica.

## Statistiche

### Cronologia presenze e reti in nazionale
| Cronologia completa delle presenze e delle reti in nazionale ― Capo Verde | Cronologia completa delle presenze e delle reti in nazionale ― Capo Verde | Cronologia completa delle presenze e delle reti in nazionale ― Capo Verde | Cronologia completa delle presenze e delle reti in nazionale ― Capo Verde | Cronologia completa delle presenze e delle reti in nazionale ― Capo Verde | Cronologia completa delle presenze e delle reti in nazionale ― Capo Verde | Cronologia completa delle presenze e delle reti in nazionale ― Capo Verde | Cronologia completa delle presenze e delle reti in nazionale ― Capo Verde |
| Data                                                                      | Città                                                                     | In casa                                                                   | Risultato                                                                 | Ospiti                                                                    | Competizione                                                              | Reti                                                                      | Note                                                                      |
| ------------------------------------------------------------------------- | ------------------------------------------------------------------------- | ------------------------------------------------------------------------- | ------------------------------------------------------------------------- | ------------------------------------------------------------------------- | ------------------------------------------------------------------------- | ------------------------------------------------------------------------- | ------------------------------------------------------------------------- |
| 1-9-2017                                                                  | Praia                                                                     | Capo Verde                                                                | 2 – 1                                                                     | Sudafrica                                                                 | Qual. Mondiali 2018                                                       | -                                                                         | 66’                                                                       |
| 5-9-2017                                                                  | Durban                                                                    | Sudafrica                                                                 | 1 – 2                                                                     | Capo Verde                                                                | Qual. Mondiali 2018                                                       | -                                                                         | 85’                                                                       |
| Totale                                                                    |                                                                           | Presenze                                                                  | 2                                                                         |                                                                           | Reti                                                                      | 0                                                                         |                                                                           |